# سولانین

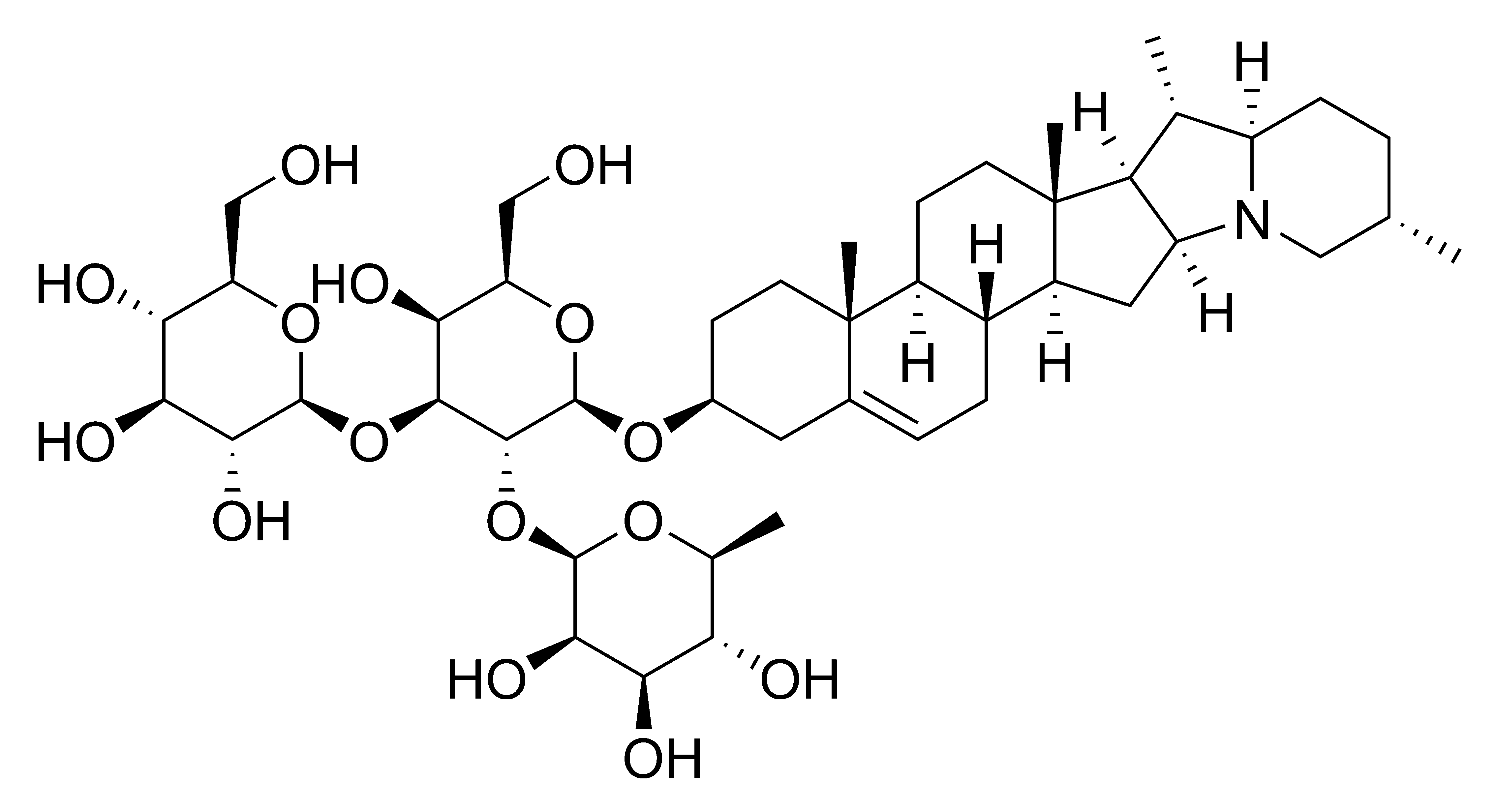

سولانین نوعی سم گلیکو آلکالوئیدی است که در گیاهان خانوادهٔ سیب زمینی مانند گوجه فرنگی، بادمجان و سیب زمینی یافت می‌شود. این ترکیبات در تمام اندام‌های این گیاهان یافت شده اما بالاترین غلظت آن‌ها در گل‌هاوجود دارد. گلیکو آلکالوئیدهای سیب زمینی به TGA موسوم و سمی هستند سولانین از گلیکوآلکالوئیدها به فرمول C45H73NO۱۵ و به وزن ملکولی ۴. / ۸۶۸ است که خود به چندین نوع مانند سولانین آ و سولانین ب و کاکونین و توماتین تقسیم می‌شود. وجود آن در سیب زمینی با ظاهر شدن رنگ سبز به خصوص در قشر زیر پوست این ماده مشخص می‌شود صدمات مکانیکی باعث تشدید TGA می‌شود از طرف دیگر قرار گرفتن سیب زمینی در نور سبب افزایش TGA می‌شود و با نگهداری در تاریکی از شدت TGA کاسته می‌شود.

## ویژگی‌ها
این سم اولین بار در سال ۱۸۲۰ میلادی از گیاه بادنجان تاجریزی جداسازی شد. این ماده متعلق به خانوادهٔ شیمیایی ساپونین‌ها بوده و در بافت‌های مختلف گیاهان خانوادهٔ سیب زمینی وجود داشته و به عنوان یک مکانیسم دفاعی طبیعی برای گیاهان عمل می‌کند. این سم با خاصیت آفت‌کشی خود باعث مرگ آفات گیاهی شده و با مقاومت گیاه در مقابل سوسک کلرادو و زنجرک سیب‌زمینی در ارتباط است.
مکانیسم و عملکرد دقیق این سم مشخص نیست اما به نظر می‌رسد که این ماده با تأثیر بر غشای سلولی و ایجاد اختلال در عملکرد پروتئین‌ها و کانال‌های سطحی غشای میتوکندری باعث برهم خوردن تعادل یون‌های کلسیم و در نهایت مرگ سلول‌ها می‌شود.

## مسمومیت سولانین
مصرف مقدار کم سولانین و مشتقات آن در ابتدا باعث مشکلات گوارشی و عصبی مانند اسهال و استفراغ، گیجی، سردرد و خارش می‌شود. مصرف آن به مقدار زیاد برای جانوران و انسان خطرناک بوده و باعث ملتهب شدن معده و روده و حتی مرگ می‌شود. از دیگر خطرات سولانین ناباروری، التهاب پوست، توهم، تب و فلج می‌باشد. سطح بی خطر گلیکوآلکالوئیدها برای مصرف انسان ۱ میلی‌گرم در کیلوگرم وزن بدن است. همچنین جانوران مصرف کنندهٔ سیب‌زمینی خام، احتمال دارد با مصرف زیاد این ماده مسموم شوند. کورپان در سال ۲۰۰۴ بیان می‌کند که میزان ۲۰ میلی‌گرم در ۱۰۰ گرم به عنوان خطرناک برای سلامتی در نظر گرفته می‌شود.
مصرف ۲ تا ۵ میلی‌گرم سولانین به ازای هر کیلوگرم از وزن بدن می‌تواند باعث مسمومیت و مصرف ۳ تا ۶ میلی‌گرم سولانین به ازای هر کیلوگرم از وزن بدن می‌تواند باعث مرگ انسان شود. علائم معمولاً پس از ۸ تا ۱۲ ساعت پس از مصرف بروز می‌کنند اما در برخی موارد ممکن است علائم به سرعت و پس از چند دقیقه از مصرف مقادیر بالای سولانین نیز بروز کند.

## تأثیر دما و پختن بر میزان سولانین
آب‌پز کردن و سرخ کردن سیب زمینی تأثیر ناچیزی بر کاهش میزان سولانین دارند. همچنین انجماد و خشک کردن سیب زمینی تأثیر زیادی بر میزان سولانین ندارند. حدود ۳۰ تا ۸۰ درصد از سولانین در زیر پوست سیب زمینی تجمع پیدا می‌کند؛ بنابراین با پوست کندن و جدا کردن این بخش مقدار زیادی از سولانین موجود حذف می‌گردد.
با جویدن تکه ای کوچک از سیب زمینی پیش از پخت و پز می‌توان میزان سولانین را تخمین زد. در صورت بالا بودن مقدار سولانین، سیب زمینی خام مزهٔ تلخی خواهد داشت و به سرعت باعث ایجاد حس سوزش شدید در دهان خواهد شد.

## عوامل مؤثر بر سنتز و تجمع
تجمع گلیکوآلگالوئیدها به عوامل مختلفی نظیر واریته، خسارت‌های مکانیکی، نور و به‌طور کلی به بسیاری از فعالیت‌های کشاورزی بستگی دارد. حتی شرایط انبارداری نیز در افزایش این ماده مؤثر است و به گفتهٔ محققان، مناسب‌ترین روش انبارداری سیب‌زمینی جهت جلوگیری از افزایش میزان سولانین، نگهداری و ذخیره در تاریکی و انبار سرد ۴ درجه سانتی‌گراد است. همچنین براساس برخی مطالعات گروهی از باکتری‌ها می‌توانند میزان سولانین را در برگ‌ها و ساقه‌ها بعد از خشک شدن در خاک کاهش دهند.

## خواص شیمیایی
سولانین در گرمای ۱۹۰ درجه، حالت سخت شده پیدا می‌کند و بدون آن که ذوب شود و در حرارت حدود ۲۸۵ درجه سانتی گراد تجزیه می‌گردد. در الکل گرم، به سهولت حل می‌شود اما در آب غیر محلول است و در اتر و کلروفرم نیز قابلیت انحلال ندارد. مقدار و غلظت آن با روش‌های اچ پی ال سی و اسپکتروفتومتری و با آنزیم قابل اندازه‌گیری است.